# Крайні точки Азербайджану
Нижче наведено список крайніх точок Азербайджану.

## Крайні точки
- Північна точка — Хачмазький район (41°54′ пн. ш. 46°25′ сх. д. / 41.900° пн. ш. 46.417° сх. д.)
- Південна точка — Астаринський район  (38°24′ пн. ш. 48°39′ сх. д. / 38.400° пн. ш. 48.650° сх. д.)
- Західна точка — Садарацький район (39°42′ пн. ш. 44°46′ сх. д. / 39.700° пн. ш. 44.767° сх. д.)
- Східна точка — смт Чилов, Хазарский район, Баку (40°18′ пн. ш. 50°33′ сх. д. / 40.300° пн. ш. 50.550° сх. д.)

## Відносно рівня моря
- Найвища точка — Гора Базардюзю (4466 м)

41°13′16″ пн. ш. 47°51′29″ сх. д. / 41.22111° пн. ш. 47.85806° сх. д.
- Нижча точка — Каспійське море (-28 м).